# Krystyna Kieferling
Krystyna Kieferling (ur. 22 października 1942 w Skrzynce) – historyk, muzeolog,  starszy kustosz, wieloletni dyrektor Muzeum Kamienica Orsettich w Jarosławiu.
Udostępniła zwiedzającym między innymi Wielką Izbę w kamienicy Orsettich i współpracowała przy przygotowaniach do udostępnienia podziemnej trasy turystycznej. W 2001 r. otrzymała Honorową Nagrodę burmistrza miasta Jarosławia w dziedzinie nauki.

## Publikacje
- Jarosławianie na Akademii Krakowskiej w latach 1500-1642
- Pieczęcie i herby miasta Jarosławia
- Plan miasta Jarosławia
- Muzeum-Kamienica Orsettich
- Władze miasta Jarosławia w latach 1550-1650
- Widoki Jarosławia
- Krótka opowieść o mieście Jarosławiu w Województwie Podkarpackim leżącym
- Zarzecze Dzieduszyckich. Przewodnik po Muzeum i pałacu

z Michałem Pasterskim
- Zarys dziejów miasta i szkolnictwa Jarosławia
- Jarosław w czasach Anny Ostrogskiej

z Zofią Bieńkowską
- Jarosław, warto zobaczyć

Jest też autorką licznych czasowych wystaw tematycznych oraz scenariuszy do wystaw stałych w jarosławskim muzeum, a także autorką scenariusza wystawy stałej Oddziale Muzeum w pałacu w Zarzeczu oraz artykułów tematycznie związane z historią miasta i regionu.